# Фалькангер, Турбьёрн
Турбьёрн Гец Фалькангер (норв. Torbjørn Getz Falkanger, 8 октября 1927, Тронхейм, Норвегия — 16 июля 2013, там же) — норвежский прыгун с трамплина, серебряный призёр зимних олимпийских игр в Осло (1952) по прыжкам на лыжах с трамплина.

## Спортивная биография
Первого значительного успеха добился на чемпионате страны в Стринде (1948), на котором завоевал серебряную медаль. В 1949 г. впервые выиграл международный турнир в Холменколлене. Затем трижды становился чемпионом Норвегии (1949, 1950 и 1954), в 1952 г. становился серебряным призёром.
На чемпионате мира по лыжным видам спорта в Лейк-Плэсиде (1950) занял пятое место. В церемонии открытия зимних Олимпийских игр в Осло (1952) спортсмену была предоставлена честь дать олимпийский клятву. В прыжках с большого трамплина он выиграл серебряную медаль вслед за соотечественником Арнфинном Бергманом. Был награждён медалью Хольменколена — высшей спортивной наградой страны за достижения в лыжном спорте.
Чемпионат мира по лыжным видам спорта в шведском Фалуне (1954) завершил на шестом месте. Из-за падения во время прыжков на Холменколлене был вынужден пропустить Олимпиаду в Кортина-д’Ампеццо (1956) и вскоре завершил спортивную карьеру.
Затем работал на семейной обувной фабрике Falkanger Sko AS в Тронхейме, где впоследствии стал генеральным директором.